# Barrages sur le cours supérieur de Brahmapoutre
 (décembre 2020).
La construction d'un ou plusieurs barrages sur le Brahmapoutre au Tibet est envisagée par la Chine. De par son débit et surtout sa hauteur de chute, le fleuve (localement appelé Yarlung Tsangpo) offre un potentiel hydroélectrique considérable, qui pourrait servir à alimenter la croissance de la demande électrique chinoise. Selon les sources officielles de Pékin, ce ou ces barrages permettraient également à la Chine de réduire les émissions de CO2 de son secteur électrique.
Selon le projet réalisé à l'avenir, le barrage des Trois-Gorges, avec 22,5 GW de puissance installée, pourrait hypothétiquement céder son titre de barrage hydroélectrique le plus puissant du monde à un nouvel ouvrage à savoir la centrale hydroélectrique de Medog sur le Brahmapoutre. Une puissance installée totale de 60 GW est évoquée.

## Contexte

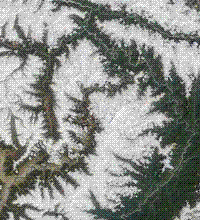
Vue aérienne du « Grand coude » du canyon du Yarlung Tsangpo, le long duquel le Brahmapoutre chute de plus de 2000 mètres en contournant le Namcha Barwa.

## Historique

### Études et spéculations (1990-2020)
La Chine, par la construction d'une ligne de chemin de fer menant aux hauts plateaux tibétains, aurait déjà sélectionné les zones de constructions potentielles.[pas clair] Certaines photos satellites récentes[Quand ?] montrent des indices de constructions (tels la construction de baraquement, la présence de machines d'excavation et autres matériels).[réf. nécessaire]
Au début des années 1990, les résultats d'études du potentiel hydroélectrique du Brahmapoutre suscitent l'intérêt du gouvernement chinois, donnant lieu aux premières propositions d'aménagements.
En 2010, la construction d'un unique ouvrage, le barrage de Motuo, d'une puissance installée de 38 GW, était à l'étude. Il consisterait à dériver le « grand coude » que forme le fleuve en chutant du plateau tibétain, via la construction d'un barrage à l'amont, et d'une centrale hydroélectrique à l'aval, peu avant la frontière indienne. Toutefois, le gouvernement chinois ne confirme pas sa volonté de réaliser ce projet.
En 2011, le gouvernement annonce l'annulation de tous les projets visant à détourner une partie du débit du Brahmapoutre vers d'autres bassins versants plus au nord, officiellement pour préserver la ressource en eau dans les pays situés en aval. Cette annonce laisse en revanche le champ libre à l'aménagement hydroélectrique du fleuve, même si aucun projet de barrage n'est alors en cours. À cette occasion, Zhang Boting, vice-secrétaire général de la Société Chinoise pour l'Ingénierie en Hydroélectricité (CSHE), appelle à raviver les projets d'aménagement, évoquant notamment un plan de construction de 28 centrales hydroélectriques au fil de l'eau, construites en cascade dans le canyon du Yarlung Tsangpo. Il s'agit d'un projet alternatif à celui du barrage de Motuo.
En 2017, China Dialogue (en) fait état d'un projet de 3 barrages sur le cours supérieur du fleuve, et 9 autres au niveau du canyon, totalisant une puissance installée de 60 GW.
D'après Bloomberg News, les études de faisabilité du barrage de Motuo étaient toujours en cours en juillet 2020, sans que l'information ne soit rendue publique. Néanmoins, le projet était souvent décrit comme irréaliste par les spécialistes du secteur, pour des raisons à la fois financières et géopolitiques.

### 14eplan quinquennal en 2020: annonce officielle de l'aménagement
En novembre 2020, le président de Power China annonce lors d'une conférence de presse que la Chine conduira l'aménagement hydroélectrique de la partie inférieure du cours du Brahmapoutre chinois. Il est question d'une puissance installée de 60 GW, pour une production électrique estimée à 300 TWh/an, soit trois fois la production du barrage des Trois-Gorges. Il n'est toutefois pas mentionné si cette valeur correspond à une unique centrale hydroélectrique, ou à plusieurs centrales plus modestes construites en cascade.
Ce projet s'inscrit dans le cadre des objectifs à horizon 2035 fixés par le 14e plan quinquennal, dont les objectifs ont été approuvés le 29 octobre 2020 par le Comité central du Parti communiste chinois, réuni en session plénière.

## Conséquences potentielles en aval

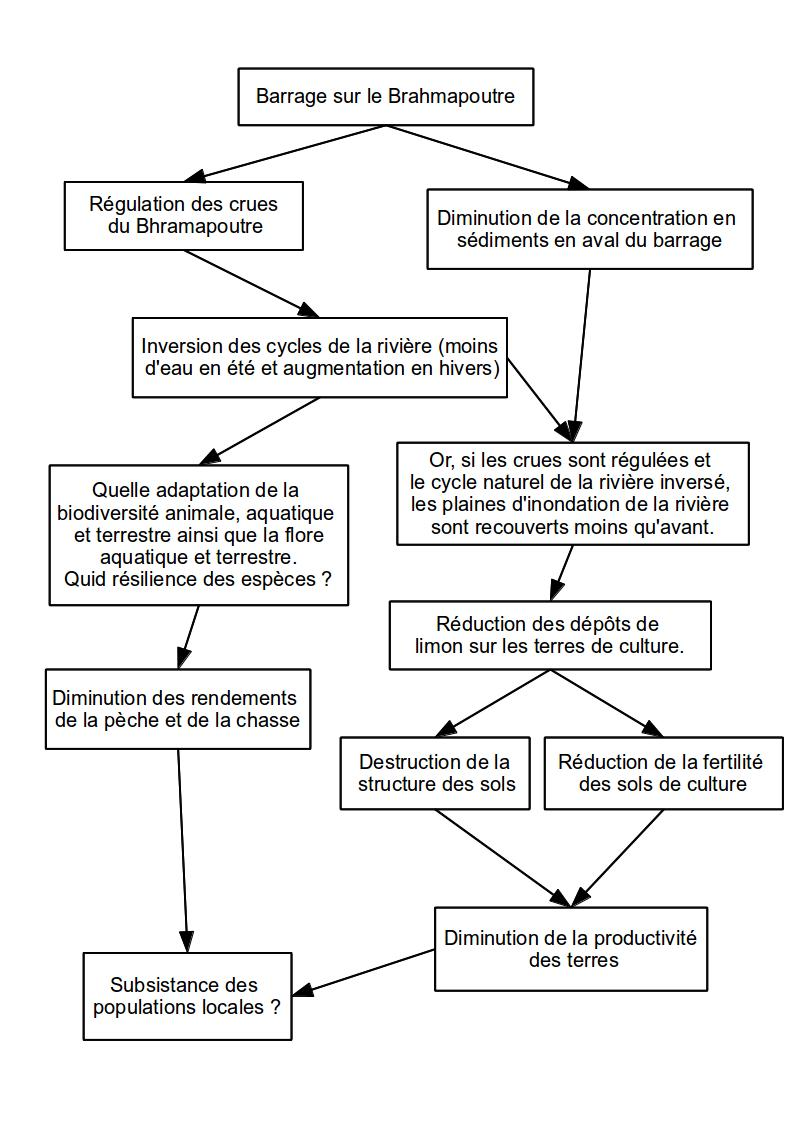
Schéma de la problématique de la construction d'un barrage sur le Brahmapoutre.

La région d'Assam se trouve en aval du projet de barrage hydroélectrique chinois. Les conséquences directes et indirectes sur l'environnement et les populations seraient importantes. Les conséquences se développent sous les points suivants :

### Impacts sur l'agriculture
Les populations autochtones de la région d'Assam cultivent dans les plaines d'inondations fertiles du Brahmapoutre sous forme de cultures irriguées, or ces plaines sont soumises à des modifications importantes et diminuent leur qualité et productivité :
- érosion du Brahmapoutre qui précédemment déposait des alluvions sur ces plaines[8].
- modification des cycles des crues. Les crues naturelles du fleuve sont régulées par le barrage qui tente d'homogénéiser le débit[9] ; les variations saisonnières n'existent donc plus. De plus, si les crues ne sont plus généralisées mais banalisées, les dépôts fertiles sur les plaines alluviales seront moindres qu'auparavant, or, ils sont d'une importance capitale[10] pour la structure et la texture des sols de ces zones.

### Impacts sur la biodiversité
- L'inversion des cycles naturels des débits de la rivière a des conséquences négatives sur la faune et la flore qui calquent leur cycle de reproduction sur le cycle de la rivière (exemple : si une espèce végétale rejette ses graines dans un débit trop prononcé, ces graines seront très rapidement emportées vers le delta et ne pourront être déposées dans les plaines d'inondation ou elles devraient naturellement germer).
- la diminution de la biodiversité peut engendrer des réductions importantes de la résilience d'une zone.

En résumé, l'érosion et le risque de diminution des crues (et donc des dépôts d'alluvion), traduiront certainement une diminution de la faune, flore et rendement agricole de la plaine alluviale en aval du barrage. Les populations se devront de trouver des solutions afin de pouvoir continuer à vivre et de cultiver dans cette zone. Malgré les impacts du barrage cités plus haut, il se peut qu'il n'y ait aucune conséquence pour la région d'Assam. Il faut pour cela tenir en compte l'effet de la distance entre le barrage et la région dans l'énergie de la rivière.[Interprétation personnelle ?]

## Réactions de l'Inde et du Bangladesh
L'annonce du projet en novembre 2020 suscite immédiatement une forte inquiétude de la part du gouvernement indien, craignant notamment pour son approvisionnement en eau,. En réponse, l'Inde annonce étudier l'éventualité de construire un autre très grand barrage, sur la section du Brahmapoutre située sur son territoire. L'objectif serait de créer un grand réservoir tampon pouvant compenser de potentielles variations indésirables de débit occasionnées par les ouvrages chinois en amont. Ce barrage serait en outre doté d'une centrale hydroélectrique d'environ 10 GW, de loin la plus importante du pays.